# Cristina da Saxônia
Cristina da Saxônia (Torgau, 25 de dezembro de 1461 – Odense, 8 de dezembro de 1521) foi a esposa do rei João e Rainha Consorte da Dinamarca de 1481 até 1513, Rainha Consorte da Noruega a partir de 1483 e Rainha Consorte da Suécia de 1497 até 1501. Era filha de Ernesto, Eleitor da Saxônia, e de Isabel da Baviera.

## Biografia
Cristina era a filha mais velha de Ernesto, Eleitor da Saxônia e de Isabel da Baviera, filha do duque Alberto III da Baviera.
Em 6 de setembro de 1478, em Copenhague, casou-se com João, futuro rei da Dinamarca e da Noruega, filha do rei Cristiano I da Dinamarca e da Noruega e de Doroteia de Brandemburgo.
Em 1497, o esposo de Cristina foi feito rei da Suécia; dois anos depois, ela foi coroada rainha em Uppsala; e, em 1500, tornou-se regente da Suécia durante a ausência de seu esposo do país. Quando uma revolução insurgiu na Suécia contra a Dinamarca, e a união, em 1501, Cristina foi cercada no Castelo das Três Coroas, em Estocolmo. Ela se rendeu em 9 de maio de 1502, após que os defensores dinamarqueses foram diminuídos de mil homens a setenta por doença e pela fome. Ao render seu cargo, ela se entregou a Ingeborga Tott, esposa de Sten Sture, regente da Suécia, a qual a encontrou no castelo e a seguiu para um convento. Aí Cristina foi feita prisioneira por Sten Sture e mantida como cativa na Abadia de Vadstena até 1503, quando foi solta e retornada para a Dinamarca.
Cristina morreu em Odense, capital da ilha de Fiônia, na Dinamarca, aos 59 anos.

### Descendência
João e Cristina tiveram cinco filhos, dos quais, apenas dois, Cristiano e Isabel, tiveram progênie:
- João, que morreu jovem;
- Ernesto (c. 1480), que morreu jovem;
- Cristiano II (1 de julho de 1481 - 25 de janeiro de 1559), rei da Dinamarca, da Noruega e da Suécia;
- Isabel (1485 - 10 de junho de 1555), princesa-eleitora de Brandemburgo por casamento com Joaquim I Nestor, Príncipe-Eleitor de Brandemburgo;
- Francisco (15 de julho de 1487 - 1 de abril de 1511).